# Mistrovství světa ve vodním slalomu 2015
Mistrovství světa ve vodním slalomu 2015 se uskutečnilo ve dnech 15.–20. září 2015 v areálu v Lee Valley White Water Centre v Londýně (jednalo se o stejnou trať jako na Letních olympijských hrách 2012). Celkově se jednalo o 37. mistrovství světa ve vodním slalomu.

## Medailové pořadí zemí
| Pořadí | Země                         | Zlato | Stříbro | Bronz | Celkem |
| ------ | ---------------------------- | ----- | ------- | ----- | ------ |
| 1.     | Česko (CZE)                  | 4     | 2       | 0     | 6      |
| 2.     | Austrálie (AUS)              | 2     | 0       | 0     | 2      |
| 3.     | Německo (GER)                | 1     | 3       | 1     | 5      |
| 4.     | Spojené království (GBR)     | 1     | 1       | 3     | 5      |
| 5.     | Francie (FRA)                | 1     | 1       | 2     | 4      |
| 6.     | Slovensko (SVK)              | 1     | 1       | 0     | 2      |
| 7.     | Slovinsko (SLO)              | 0     | 1       | 1     | 2      |
| 8.     | Polsko (POL)                 | 0     | 1       | 0     | 1      |
| 9.     | Rakousko (AUT)               | 0     | 0       | 1     | 1      |
| 9.     | Spojené státy americké (USA) | 0     | 0       | 1     | 1      |
| 9.     | Španělsko (ESP)              | 0     | 0       | 1     | 1      |
|        | Celkem                       | 10    | 10      | 10    | 30     |

## Muži
| Závod           | Zlato                                                                                    | Zlato  | Stříbro                                                                              | Stříbro | Bronz                                                                                                | Bronz  |
| --------------- | ---------------------------------------------------------------------------------------- | ------ | ------------------------------------------------------------------------------------ | ------- | --- | ------ |
| kánoe C1        | David Florence (GBR)                                                                     | 94,32  | Benjamin Savšek (SLO)                                                                | 94,36   | Ryan Westley (GBR)                                                                                   | 96,33  |
| kánoe C1 hlídky | Slovensko Michal Martikán Alexander Slafkovský Matej Beňuš                               | 106,12 | Německo Sideris Tasiadis Nico Bettge Franz Anton                                     | 110,21  | Slovinsko Benjamin Savšek Luka Božič Jure Lenarčič                                                   | 114,02 |
| kánoe C2        | Franz Anton/Jan Benzien                                                                  | 101,17 | Pierre Picco/Hugo Biso                                                               | 102,25  | Gauthier Klauss/Matthieu Péché                                                                       | 103,34 |
| kánoe C2 hlídky | Francie Pierre Picco/Hugo Biso Gauthier Klauss/Matthieu Péché Yves Prigent/Loïc Kervella | 115,78 | Německo Franz Anton/Jan Benzien Robert Behling/Thomas Becker Kai Müller/Kevin Müller | 122,34  | Spojené království David Florence/Richard Hounslow Mark Proctor/Etienne Stott Adam Burgess/Greg Pitt | 123,59 |
| kajak K1        | Jiří Prskavec (CZE)                                                                      | 88,99  | Mateusz Polaczyk (POL)                                                               | 89,43   | Michal Smolen (USA)                                                                                  | 92,01  |
| kajak K1 hlídky | Česko Jiří Prskavec Vavřinec Hradilek Ondřej Tunka                                       | 104,19 | Slovensko Martin Halčin Andrej Málek Jakub Grigar                                    | 104,38  | Spojené království Richard Hounslow Joe Clarke Bradley Forbes-Cryans                                 | 106,38 |

## Ženy
| Závod           | Zlato                                                         | Zlato  | Stříbro                                                                  | Stříbro | Bronz                                                                 | Bronz  |
| --------------- | ------------------------------------------------------------- | ------ | ------------------------------------------------------------------------ | ------- | --------------------------------------------------------------------- | ------ |
| kánoe C1        | Jessica Foxová (AUS)                                          | 113,51 | Kateřina Hošková (CZE)                                                   | 118,42  | Núria Vilarrublová (ESP)                                              | 121,55 |
| kánoe C1 hlídky | Austrálie Jessica Foxová Rosalyn Lawrencová Alison Borrowsová | 144,04 | Česko Kateřina Hošková Monika Jančová Tereza Fišerová                    | 144,92  | Rakousko Julia Schmidová Viktoria Wolffhardtová Nadine Weratschnigová | 150,72 |
| kajak K1        | Kateřina Kudějová (CZE)                                       | 103,62 | Ricarda Funková (GER)                                                    | 105,91  | Melanie Pfeiferová (GER)                                              | 106,33 |
| kajak K1 hlídky | Česko Kateřina Kudějová Veronika Vojtová Štěpánka Hilgertová  | 127,33 | Spojené království Fiona Pennieová Kimberley Woodsová Elizabeth Neaveová | 128,06  | Francie Carole Bouzidiová Marie-Zélia Lafontová Émilie Ferová         | 129,02 |